# Sommer-OL 1920
OL blev tvunget til at tage en pause på grund af første verdenskrig, men vendte tilbage i 1920, hvor de blev afholdt i Antwerpen, Belgien. Det officielle navn for sommer-OL 1920 var Den VII Olympiades Lege.
Til trods for at Belgien blev stort set ødelagt af krigen lykkedes det landet at organisere de olympiske lege. Politiseren vendte også frygteligt tilbage efter en pause på otte år. Tyskland, Østrig, Bulgarien, Ungarn og Tyrkiet fik ikke invitationer med posten på grund af deres krigsfærd.
Antwerpen bød på et rekordstort antal atleter og lande, og det var her at mange nye olympiske traditioner så dagens lys for første gang. Det olympiske flag med fem farvede ringe blev introduceret sammen med det olympiske løfte. Man indførte også tre kanonskud og de hvide fredsduer fløj til vejrs for første gang for at symbolisere fred og kærlighed nationerne i mellem.
Danmark stillede med det næststørste OL-hold nogensinde – 174 atleter – og høstede 13 medaljer. I Antwerpen fik Danmark for første og eneste gang medaljer i ellers små danske discipliner som stangspring og hockey.

## Medaljetabel
Top 10
| Placering | Land                 | Guld | Sølv | Bronze | Total |
| --------- | -------------------- | ---- | ---- | ------ | ----- |
| 1         | USA (USA)            | 41   | 27   | 27     | 95    |
| 2         | Sverige (SWE)        | 19   | 20   | 25     | 64    |
| 3         | Storbritannien (GBR) | 15   | 15   | 13     | 43    |
| 4         | Finland (FIN)        | 15   | 10   | 9      | 34    |
| 5         | Belgien (BEL)        | 14   | 11   | 11     | 36    |
| 6         | Norge (NOR)          | 13   | 9    | 9      | 31    |
| 7         | Italien (ITA)        | 13   | 5    | 5      | 23    |
| 8         | Frankrig (FRA)       | 9    | 19   | 13     | 41    |
| 9         | Holland (NED)        | 4    | 2    | 5      | 11    |
| 10        | Danmark (DEN)        | 3    | 9    | 1      | 13    |

## Danskere
Danske deltagere
- 170 mænd
- 4 kvinder

Danske medaljer i Antwerpen 1920
| Medalje | Navn | Sport                  | Disciplin                       |
| ------- | --- | ---------------------- | ------------------------------- |
| Guld    | Rudolf Andersen Viggo Dibbern Aage Frandsen Hugo Helsten Harry Holm Herold Jansson Robert Johnsen Christian Juhl Vilhelm Lange Svend Meulengracht Madsen Peder Marcussen Peder Møller Niels Turin Nielsen Steen Lerche Olsen Christian Møller Pedersen Hans Stig Trappaud Rønne Harry Sørensen Christian Thomas Knud Vermehren | Gymnastik              | Hold, frit system               |
| Guld    | Lars Jørgen Madsen Niels Larsen Anders Petersen Erik Sætter-Lassen Anders Peter Nielsen | Skydning               | Hold, 300 m fri riffel, stående |
| Guld    | Stefanie Fryland Clausen | Udspring               | Tårnspring (10 m)               |
| Sølv    | Johannes Birk Frede Hansen Kristian Hansen Frederik Hansen Hans Hovgaard Jakobsen Aage Jørgensen Alfred Frøkjær Jørgensen Alfred Ollerup Jørgensen Arne Jørgensen Knud Kirkeløkke Jens Lambæk Kristjan Larsen Kristian Madsen Niels Erik Nielsen Niels Kristian Nielsen Dynes Pedersen Hans Pedersen Johannes Pedersen Peder Dorf Pedersen Rasmus Rasmussen Hans Christian Sørensen Hans Laurids Sørensen Søren Sørensen Georg Vest Aage Walther | Gymnastik              | Hold, svensk system             |
| Sølv    | Henry Petersen | Atletik                | Stangspring                     |
| Sølv    | Søren Petersen | Boksning               | Sværvægt                        |
| Sølv    | Anders Petersen | Boksning               | Fluevægt                        |
| Sølv    | Gotfred Johansen | Boksning               | Letvægt                         |
| Sølv    | Andreas Rasmussen Hans Christian Herlak Frans Faber Erik Husted Henning Holst Hans Jørgen Hansen Hans Adolf Bjerrum Thorvald Eigenbrod Svend Blach Steen Due Ejvind Blach Paul Metz | Hockey                 |                                 |
| Sølv    | Niels Larsen | Skydning               | Fri riffel, 300 m, 3 stillinger |
| Sølv    | Lars Jørgen Madsen | Skydning               | Militærriffel, 300 m, stående   |
| Sølv    | Poul Hansen | Græsk-romersk brydning | Supersværvægt                   |
| Bronze  | Johannes Thorvald Eriksen | Græsk-romersk brydning | Letsværvægt                     |

## Boksning
Efter at have været ude af det olympiske program ved Sommer-OL 1912 var boksning atter tilbage ved en olympiade. Bokseturneringen blev afviklet i 8 vægtklasser. Bedste nation blev USA med 3 guld og 1 bronze. Danmark klarede sig fint, da der i 3 ud af 8 finaler var dansk repræsentation. Ingen af de danske finalister vandt dog deres finaler, og Danmark endte derfor med i alt 3 sølvmedaljer. Danske medaljetagere blev Søren Petersen, Anders Petersen og Gotfred Johansen. 
Amerikaneren Eddie Eagan vandt finalen i letsværvægt da han besejrede nordmanden Sverre Sørsdal, og lagde derved grunden for sin bemærkelsesværdige bedrift, da han 12 år senere i Lake Placid vandt guld i bobslæde, og derved blev den til dato eneste person, der har vundet guldmedalje i to forskellige discipliner ved et Sommer-OL og et Vinter-OL.
Under legene stiftede 12 lande, herunder Danmark, det første internationale amatørbokseforbund, FIBA.

## Fodbold
I fodboldturneringen blev guldmedaljerne vundet af Belgien, mens Spanien vandt sølv. 14 lande deltog i turneringen, der blev afviklet som en cupturnering. 12 hold startede i ottendedelsfinalerne, og de seks vindere gik videre til kvartfinalerne sammen med Frankrig og Belgien, der havde siddet over i 1. runde. Tjekkoslovakiet havde let spil på vej mod finalen med store sejre over Jugoslavien, Norge og Frankrig. Belgien slog først et talentfuldt spansk hold og derefter Holland på deres vej til finalen.
Finalen endte imidlertid i farce. Tjekkoslovakiet udvandrede i protest fra finalekampen på grund af utilfredshed med den engelske dommers (John Lewis) indsats. Tjekkoslovakkerne blev diskvalificeret og guldmedaljerne blev tildelt belgierne.
| Dato                                                                        | Kamp                          | Res. | Stadion, by                  | Tilsk. |
| --------------------------------------------------------------------------- | ----------------------------- | ---- | ---------------------------- | ------ |
| Ottendedelsfinaler                                                          |                               |      |                              |        |
| 28.8.                                                                       | Tjekkoslovakiet - Jugoslavien | 7-0  | Bosuil, Antwerpen            | 600    |
| 28.8.                                                                       | Storbritannien - Norge        | 1-3  | Olympisch Stadion, Antwerpen | 5.000  |
| 28.8.                                                                       | Egypten - Italien             | 1-2  | La Gantoise, Gent            | 2.000  |
| 28.8.                                                                       | Luxembourg - Holland          | 0-3  | La Butte, Bruxelles          | 3.000  |
| 28.8.                                                                       | Grækenland - Sverige          | 0-9  | Olympisch Stadion, Antwerpen | 5.000  |
| 28.8.                                                                       | Danmark - Spanien             | 0-1  | La Butte, Bruxelles          | 3.000  |
| Kvartfinaler                                                                |                               |      |                              |        |
| 29.8.                                                                       | Tjekkoslovakiet - Norge       | 4-0  | La Butte, Bruxelles          | 4.000  |
| 29.8.                                                                       | Frankrig - Italien            | 3-1  | Olympisch Stadion, Antwerpen | 10.000 |
| 29.8.                                                                       | Holland - Sverige             | 5-4  | Bosuil, Antwerpen            | 5.000  |
| 29.8.                                                                       | Belgien - Spanien             | 3-1  | Olympisch Stadion, Antwerpen | 18.000 |
| Semifinaler                                                                 |                               |      |                              |        |
| 31.8.                                                                       | Tjekkoslovakiet - Frankrig    | 4-1  | Olympisch Stadion, Antwerpen | 12.000 |
| 31.8.                                                                       | Belgien - Holland             | 3-0  | Olympisch Stadion, Antwerpen | 22.000 |
| Finale                                                                      |                               |      |                              |        |
| 2.9.                                                                        | Belgien - Tjekkoslovakiet     | 2-0* | Olympisch Stadion, Antwerpen | 35.000 |
| *Tjekkoslovakiet udvandrede i protest efter 43 min. og blev diskvalificeret |                               |      |                              |        |
På grund af Tjekkoslovakiets diskvalifikation skulle de to tabere af semifinalerne, Frankrig og Holland, nu spille om sølvmedaljerne. Men franskmændene var allerede rejst hjem, og derfor blev vinderen af placeringskampene blandt de tabende kvartfinalister, der alligevel var i gang, tilbudt Frankrigs plads i sølvmedaljekampen mod Holland.
Denne plads gik til Spanien, der vandt 2-1 over Sverige og 2-0 over Italien, og i sølvmedaljekampen blev det til 3-1-sejr over semifinalisterne fra Holland.
| Dato                                          | Kamp              | Res. | Stadion, by                  | Tilsk. |
| --------------------------------------------- | ----------------- | ---- | ---------------------------- | ------ |
| Semifinaler blandt de tabende kvartfinalister |                   |      |                              |        |
| 31.8.                                         | Norge - Italien   | 1-2  | Bosuil, Antwerpen            | 500    |
| 1.9.                                          | Spanien - Sverige | 2-1  | Bosuil, Antwerpen            | 1.500  |
| Finale blandt de tabende kvartfinalister      |                   |      |                              |        |
| 2.9.                                          | Italien - Spanien | 0-2  | Olympisch Stadion, Antwerpen | 10.000 |
| Sølvmedaljefinale                             |                   |      |                              |        |
| 5.9.                                          | Spanien - Holland | 3-1  | Olympisch Stadion, Antwerpen | 14.000 |
| Guld | Sølv | Bronze  |
| Belgien | Spanien | Holland |
| Jan De Bie Armand Swartenbroeks Oscar Verbeeck Joseph Musch Emile Hanse André Fierens Louis Van Hege Henri Larnoe Mathieu Bragard Robert Coppee Désiré Bastin Félix Balyu Fernand Nisot Georges Hebdin | Ricardo Zamora Pedro Vallana Jeanguenat Mariano Arrarate Juan Artola Agustín Sancho Ramón Equiazábal Francisco Pagazaurtunduo Félix Sesúmaga Patricio Arabolaza Rafael Moreno Domingo Acedo José María Belauste Josep Samitier Luis Otero Joaquín Vázquez Sabino Bilbao Ramón "Moncho" Gil Silverio Izaguirre |         |

## Ishockey
Ishockeyturneringen blev for første og eneste gang afviklet ved et sommer-OL. Siden de de første vinter OL 1924 er efterfølgende olympiske ishockeyturneringer altid afviklet ved vinter-OL. Turneringen var den første landsholdsturnering i Europa med deltagelse af USA og Canada. Derfor blev den (dog med tilbagevirkende kraft) af IIHF erklæret det første VM i ishockey.
Kampene fandt sted i perioden 23. – 29. april 1920. Syv hold deltog, og turneringen blev afviklet efter cupsystemet. En kamp bestod den gang af kun to perioder.
| Dato         | Kamp                     | Res. | Perioder   |
| ------------ | ------------------------ | ---- | ---------- |
| Kvartfinaler |                          |      |            |
| 23.4.        | Belgien - Sverige        | 0-8  | 0-5, 0-3   |
| 23.4.        | USA - Schweiz            | 29-0 | 15-0, 14-0 |
| 23.4.        | Canada - Tjekkoslovakiet | 15-0 | 10-0, 5-0  |
| Semifinaler  |                          |      |            |
| 25.4.        | Sverige - Frankrig       | 4-0  | 2-0, 2-0   |
| 25.4.        | Canada - USA             | 2-0  | 0-0, 2-0   |
| Finale       |                          |      |            |
| 26.4.        | Canada - Sverige         | 12-1 | 5-1, 7-0   |
Den tabende finalist blev ikke automatisk tildelt sølvmedaljer. En særlig turnering mellem de hold, som Canada havde besejret på vej til guldet, afgjorde sølvet:
| Dato                     | Kamp                  | Res. | Perioder |
| ------------------------ | --------------------- | ---- | -------- |
| Semifinale               |                       |      |          |
| 27.4.                    | USA - Sverige         | 7-0  | 5-0, 2-0 |
| Finale om sølvmedaljerne |                       |      |          |
| 28.4.                    | USA - Tjekkoslovakiet | 16-0 | 7-0, 9-0 |
På samme måde blev vinderne af bronzemedaljerne fundet i en lignende turnering, hvor Frankrig dog meldte afbud:
| Dato                       | Kamp                      | Res. | Perioder |
| -------------------------- | ------------------------- | ---- | -------- |
| Semifinale                 |                           |      |          |
| 28.4.                      | Sverige - Schweiz         | 4-0  | 0-0, 4-0 |
| Finale om bronzemedaljerne |                           |      |          |
| 29.4.                      | Tjekkoslovakiet - Sverige | 1-0  | 1-0, 0-0 |
| Guld | Sølv | Bronze                                                                                            |
| Canada | USA | Tjekkoslovakiet                                                                                   |
| Robert Benson Wally Byron Frank Frederickson Christian Fridfinnson Michael Goodman Haldor Halderson Konrad Johansson Allan Woodman | Raymond Bonney Anthony Conroy Herbert Drury Edward Fitzgerald George Geran Frank Goheen Joseph McCormick Lawrence McCormick Francis Synnott Leon Tuck Cyril Weidenborner | Adolf Dušek Karel Hartmann Vilém Loos Jan Palous Jan Peka Karel Pešek Jozef Šroubek Otakar Vindyš |